# ابراهیم بن مرزبان
ابراهیم اول بن مرزبان اول (درگذشت ۹۸۳ میلادی) حاکم سلّاری دوین (۹۵۷–۹۷۹) و بعداً آذربایجان (۹۶۲–۹۶۶ و ۹۶۶–۹۷۹) بود. وی فرزند و جانشین مرزبان بن محمد بود.

## زندگی‌نامه
مرزبان بن محمد برادرش وهسودان بن محمد را به عنوان جانشین خود تعیین کرده بود. با این حال، هنگامی که وهسودان به آذربایجان آمد، فرماندهان قلعه‌ها از تسلیم کردن قلاع خود امتناع کردند و در عوض پسر مرزبان، جستان بن مرزبان را به عنوان جانشین خود شناختند.  لذا وهسودان به طارم بازگشت. جستان به عنوان حاکم در آذربایجان شناخته شد، و برادرش ابراهیم فرماندار دوین شد. به نظر می‌رسد که جستان در درجه اول به حرمسراش علاقه داشته‌است.
اندکی بعد جستان و برادر دیگرش، ناصر، به طارم آمدند، و در آنجا توسط وهسودان، زندانی شدند. و وهسودان سپاهی به فرماندهی پسرش اسماعیل به آذربایجان فرستاد. ابراهیم برای مقابله با اسماعیل لشکری را در ارمنستان برپا کرد و وهسودان را وادار به اعدام جستان، مادرش و ناصر کرد. ابراهیم توسط اسماعیل از آذربایجان رانده شد، اما حکومت خود را در دوین حفظ کرد. 
اسماعیل در سال ۹۶۲میلادی درگذشت، این اتفاق به ابراهیم اجازه داد آذربایجان را اشغال کند. وی سپس به طارم حمله کرد و وهسودان را مجبور به فرار به دیلمان کرد. در سال ۹۶۶م ابراهیم توسط سپاه وهسودان شکست خورد و سربازانش او را ترک کردند. وی به نزد برادر همسرش، رکن‌الدوله گریخت، در حالی که وهسودان پسرش نوح بن وهسودان را در آذربایجان حاکم کرد. رکن‌الدوله لشکری را تحت امر وزیر خود ابوالفضل بن الامید فرستاد تا ابراهیم را در آذربایجان بازگرداند و وهسودان برای مدتی از طارم اخراج شد. در سال ۹۶۷ اما او مجدداً لشکری فرستاد که قبل از آنکه ابراهیم با عموی خود صلح کند، اردبیل را سوزاند و بخشی از آذربایجان را به وی واگذار کرد. در سال ۹۶۸م وی بار دیگر اقتدار سالارید را بر شیروان تأیید کرد و شیروانشاه را مجبور به ادای احترام به وی کرد.
اقتدار ابراهیم در اواخر سلطنت او رو به زوال رفت. در سال ۹۷۱م شدادیان  گنجه را به دست گرفتند، و ابراهیم مجبور شد که حکومت آنها را در آن شهر به رسمیت بشناسد، زیرا محاصره نتوانست آنها را از بین ببرد. در حدود سال ۹۷۹م وی را از مقام خود برکنار و زندانی کردند. وی در سال ۹۸۳م درگذشت. با پایان حکومت او، سلاریان به‌عنوان یک قدرت بزرگ در آذربایجان پایان یافتند، زیرا روادیان، تبریز و بیشتر مناطق را تحت سلطه خود درآوردند. جانشین ابراهیم، مرزبان دوم بن اسماعیل، موفق شد قسمت کمی از آذربایجان را حفظ کند تا سال ۹۸۴م که توسط روادیان اسیر شد.